# Национальный тайваньский педагогический университет
Национальный тайваньский педагогический университет (англ. National Taiwan Normal University, NTNU, кит. трад. 國立臺灣師範大學, пиньинь Guólì Táiwān Shīfàn Dàxué), или Shīdà 師大, — высшее учебное заведение и нормальная школа, работающая на базе трёх кампусов в Тайбэе, Тайвань. NTNU является ведущим научно-исследовательским институтом в таких дисциплинах, как образование и лингвистика на Тайване. NTNU занял 331-е место в мировом рейтинге университетов QS за 2021 год, 601-800-е место в мировом рейтинге университетов Times Higher Education за 2021 год и 900–1000-е место в Академическом рейтинге университетов мира за 2020 год. NTNU широко известен как одно из комплексных и элитных высших учебных заведений Тайваня с наибольшей международной известностью. NTNU связан с Национальным университетом Тайваня и Тайваньским национальным университетом науки и технологий как часть системы национальных тайваньских университетов. NTNU является официальным членом AAPBS (Азиатско-тихоокеанской ассоциации бизнес-школ). Ряд ведущих тайваньских писателей, поэтов, художников, педагогов, художников, музыкантов, лингвистов, синологов, филологов, философов и исследователей прошли через двери университета в качестве студентов и преподавателей.
Ежегодно в университете обучается около 17 000 студентов. Около 1500 студентов являются иностранными.
С 2015 года NTNU занимает 350-е место в рейтинге университетов мира QS (331-е место в мире в 2020 году и 61-е место в Азии). NTNU вошёл в число 50 лучших в мире по трём дисциплинам: образование, лингвистика, библиотечные и информационные системы управления.

## История

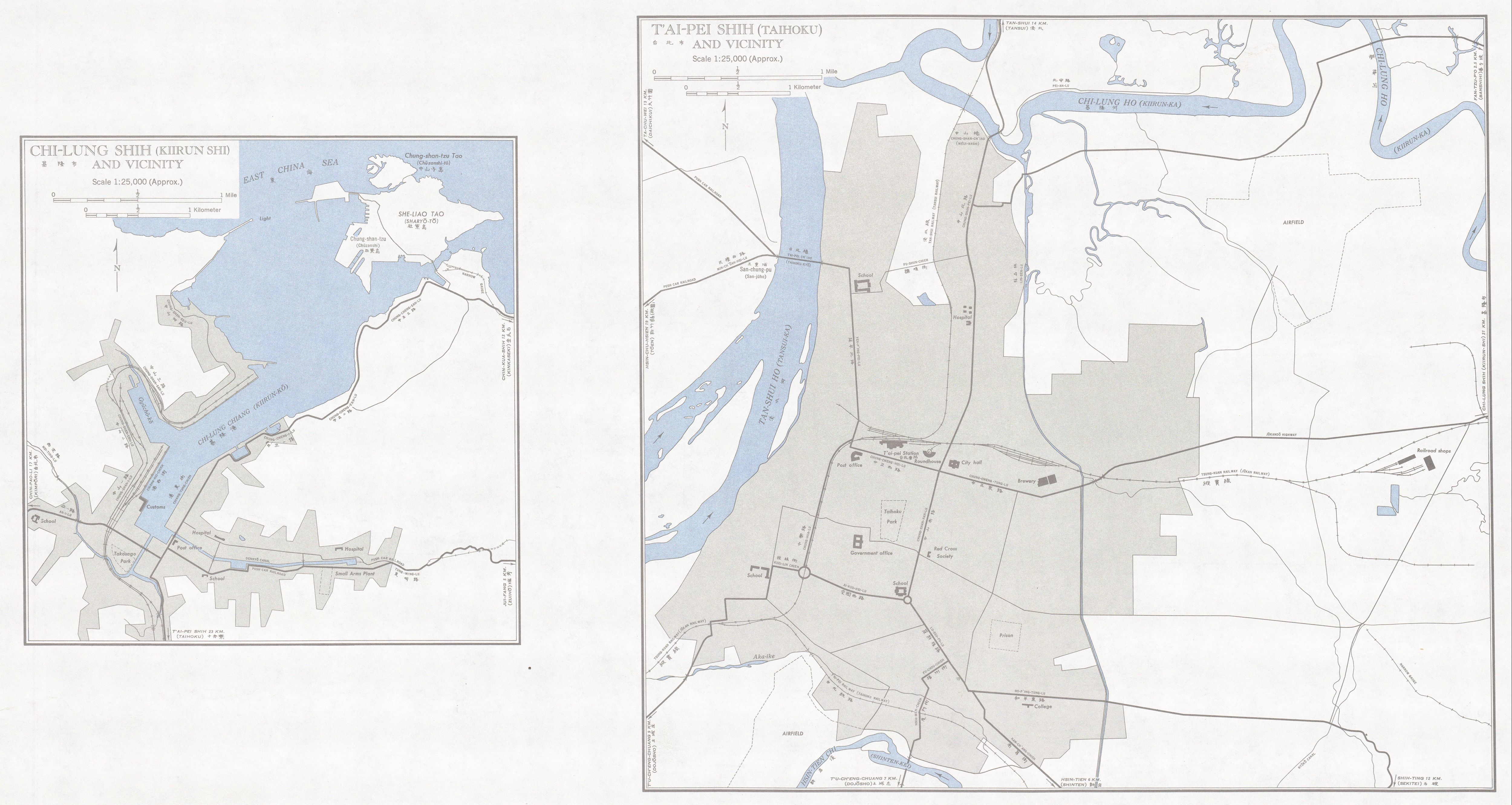
Карта, включающая Национальный тайваньский педагогический университет (помечен как 'College' на HO-P’ING-TUNG-LU 和平東路) (1950-е годы)

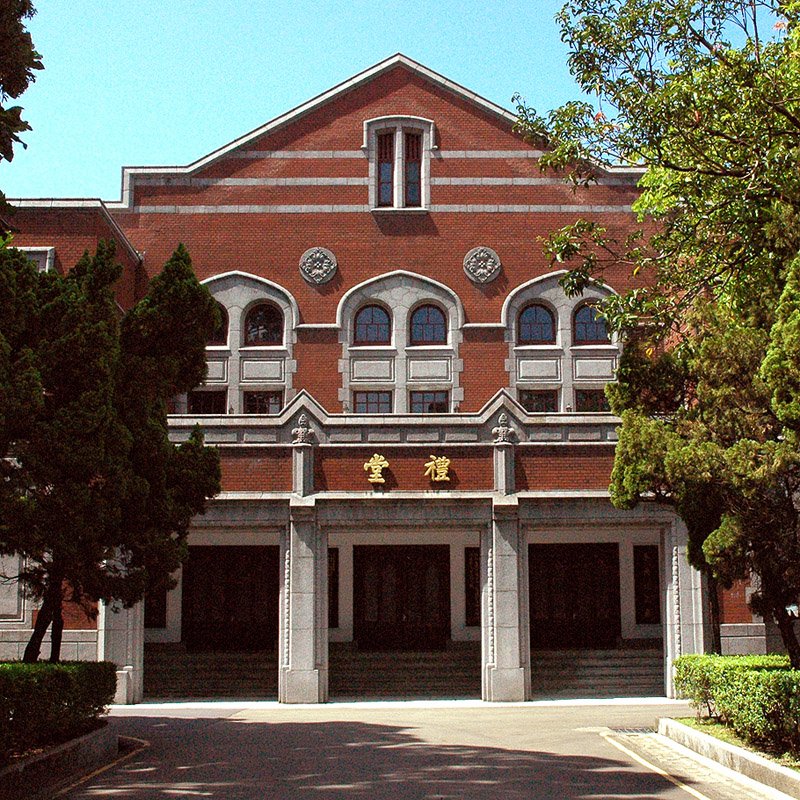
Лекционный зал NTNU

Национальный тайваньский педагогический университет открыл свои двери в начале XX века во время японского правления на Тайване. Японские губернаторы Тайваня учредили школу как Тайваньский провинциальный колледж. Вскоре после этого ему дали название Колледж Тайхоку (Тайхоку по-японски означает «Тайбэй»). Целью школы было воспитать местный образованный класс, способный помогать правительству в вопросах управления. Многие здания в главном кампусе университета относятся к японскому колониальному периоду, в том числе административное здание, лекционный зал, зал Вэньхуэй и зал Пузи. Японские архитекторы привнесли черты стилей неоклассицизма, готики и готического возрождения, которые часто встречаются в университетских городках Европы. В комнате лекционного зала находился традиционный японский документ, разрешающий и оформляющий строительство кампуса.
В некоторых школьных публикациях по-прежнему указывается 1946 год как дата основания учреждения в связи с этой сменой режима. Ряд ведущих тайваньских писателей, поэтов, художников, педагогов, художников, музыкантов, лингвистов, синологов, филологов, философов и исследователей прошли через двери университета в качестве студентов и преподавателей. В 1956 году Центр обучения китайскому языку в качестве новой части колледжа открыл свои двери для студентов. Школа получила своё нынешнее название, Национальный тайваньский педагогический университет, в 1967 году. К настоящему времени школа зарекомендовала себя как признанный центр обучения искусству, литературе и гуманитарным наукам; однако основной задачей оставалась подготовка учителей.
По мере того, как тайваньское общество переходило от авторитарного правления к демократии в 1990-х годах, роль университета изменилась благодаря принятию Закона о подготовке учителей 1994 года. Закон возложил на большее количество школ ответственность за подготовку учителей и поставил NTNU на его нынешний путь в качестве действительно универсального университета. Были созданы новые кафедры, расширены предложения курсов и специальностей, наняты новые преподаватели. Университет стал центром международной деятельности, позволяя тайваньским студентам выезжать за границу, привлекая иностранных студентов в Тайбэй и создавая программы обмена с десятками партнёрских учреждений по всему миру.

## Структура университета

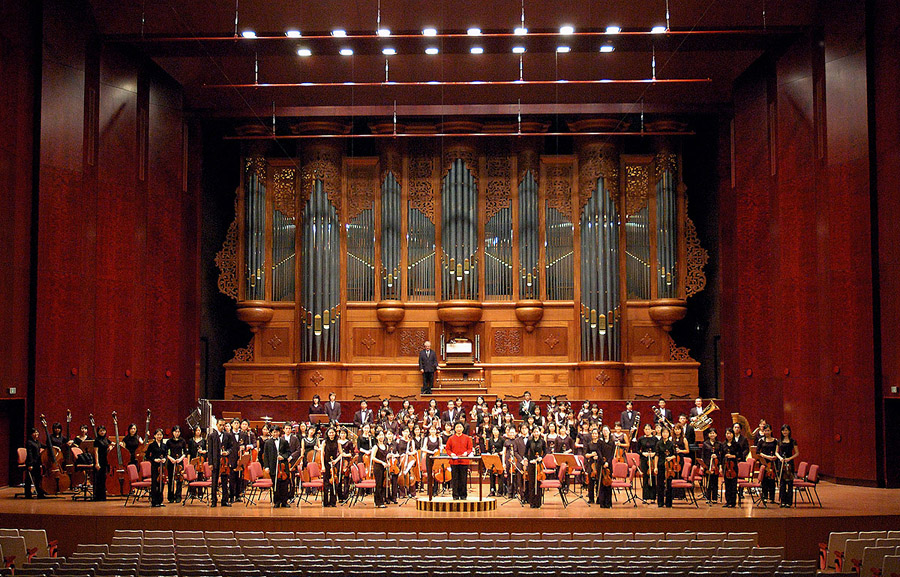
Апо Су и симфонический оркестр NTNU играют симфонию Сен-Санса в тайваньском национальном концертном зале.

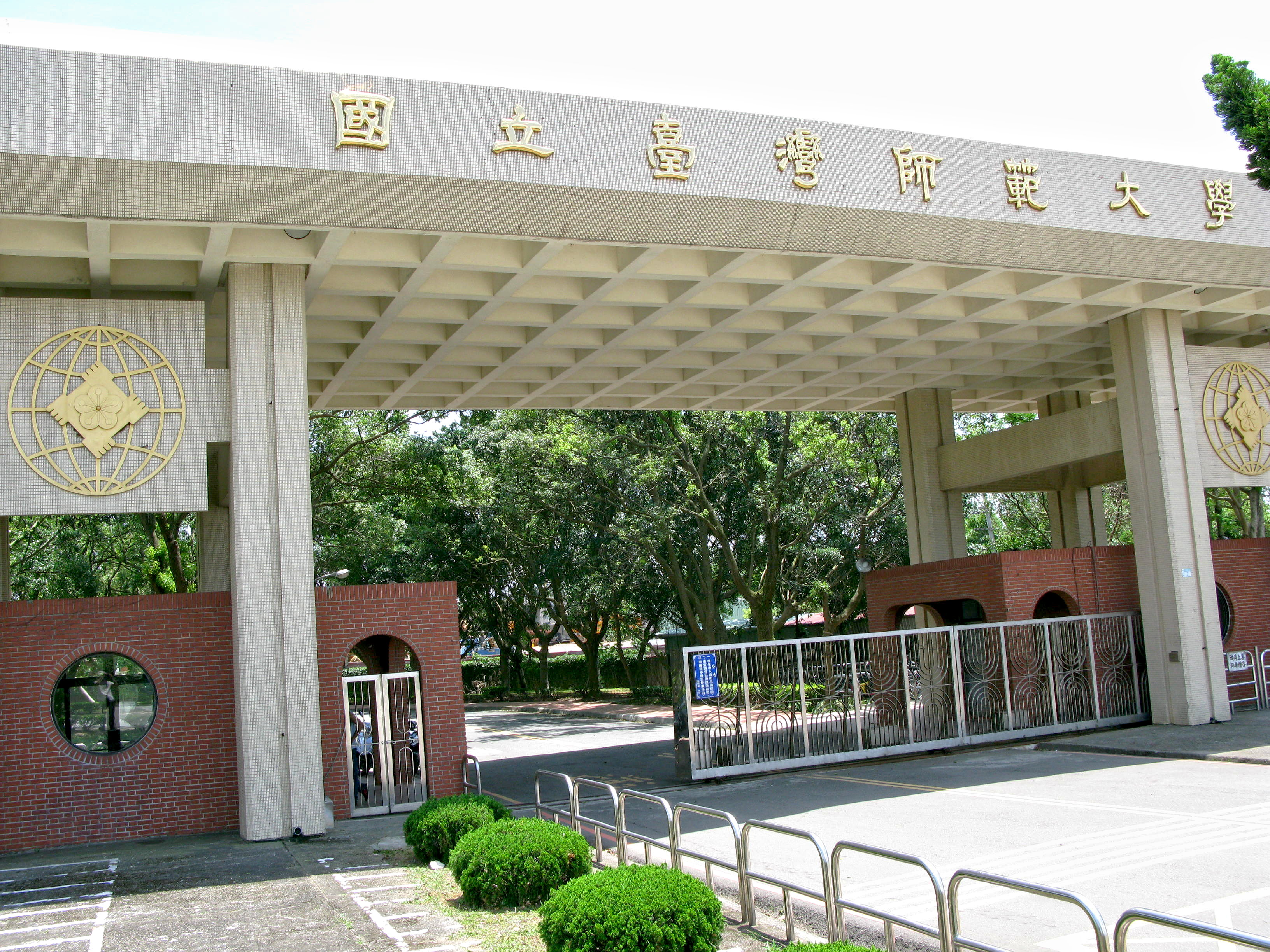
Кампус NTNU Линькоу

NTNU занимает три кампуса в центре Тайбэя: исторический кампус/главный кампус в Даане (в котором находится административное здание, главная библиотека, музыкально-лекционный зал, языковой корпус, спортивный центр); кампус в Гунгуане (дом Научного колледжа); кампус в Линькоу и кампус университетской библиотеки, в котором находится школа непрерывного образования. Академические программы в NTNU находятся в ведении 10 колледжей: искусств, образования, международных исследований и социальных наук, гуманитарных наук, менеджмента, музыки, науки, спорта и отдыха, а также технологий и инженерии.
В 2006 году школа опубликовала следующие данные о зачисленных студентах и трудоустроенных сотрудниках:
- Зачислено студентов: 11 055
- Студенты бакалавриата: 6942
- Аспиранты: 4113
- Иностранные студенты (включая Центр культуры): 1499
- Профессорско-преподавательский состав: 693
- Профессорско-преподавательский состав по совместительству: 470
- Штат: 492

Университет также управляет аффилированной старшей школой Тайваньского национального педагогического университета, дочерним учебным заведением для учащихся средних школ Тайваня.

## Международные программы

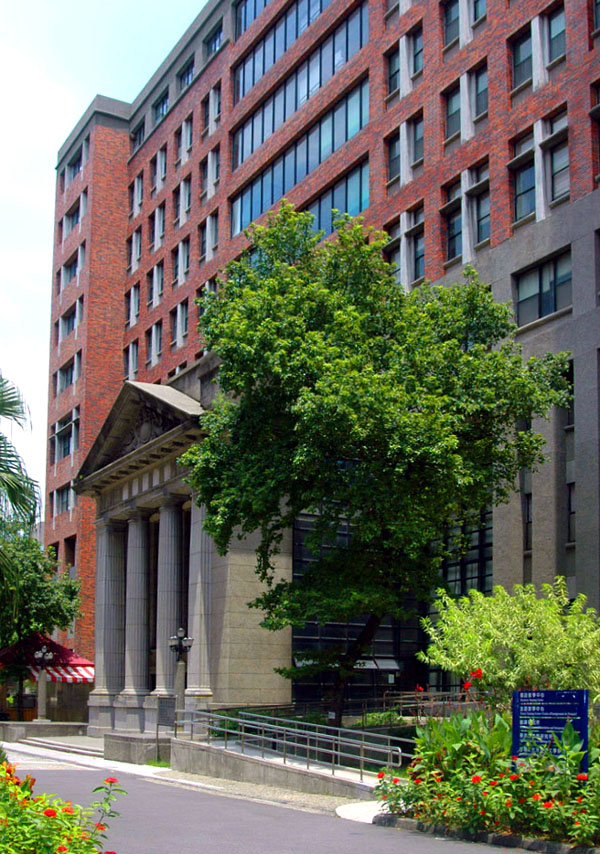
В здании языковых исследований NTNU находится учебный центр китайского языка

На международном уровне NTNU наиболее известен своим Центром обучения китайскому языку (ранее известным как Центр изучения китайского языка и культуры), программой, основанной в 1956 году для изучения китайского языка иностранными студентами. Учебный центр китайского языка представляет собой одну из старейших и самых выдающихся программ изучения языков в мире, ежегодно привлекая более тысячи студентов из более чем шестидесяти стран на Тайвань и делая район Шида в Тайбэе одним из самых космополитичных в городе. Курсы языка, литературы, каллиграфии, искусства и боевых искусств предлагается пройти в течение трёх месяцев на протяжении года, что позволяет иностранным студентам изучать язык во время летних каникул и в течение отдельных семестров.
Важные международные события, проходившие в XXI веке в NTNU, включают Международную химическую олимпиаду, организованную университетом в 2005 году, и слияние NTNU с Подготовительной школой университета для иностранных китайских студентов в 2006 году. NTNU также участвует в Программе биоразнообразия Тайваньской международной программы для выпускников Academia Sinica. Новое общежитие для иностранных студентов NTNU планируется открыть в 2024 году.
NTNU поддерживает надёжную систему партнёрских отношений, чтобы обеспечить этот уровень международного обучения. Среди учреждений, поддерживающих данные отношения с NTNU, — Университет Сан-Паулу в Бразилии, Национальный университет Асунсьона в Парагвае, Джорджтаунский университет, Университет Джонса Хопкинса, Университет штата Огайо, Университет штата Пенсильвания, Рэдфордский университет, Ратгерский университет, Университет штата Калифорния в Сан-Диего, Университет штата Калифорния в Сан-Франциско, Калифорнийский университет в Лос-Анджелесе, Университет Иллинойса в Урбане-Шампейне, Университет Айовы и Питтсбургский университет в США, Университет Альберты, Университет Британской Колумбии и Университет Саймона Фрейзера в Канаде, Университет Глазго и Лондонский университет в Великобритании, Университет Дени Дидро и Университет Пуатье во Франции, Боннский университет и Гейдельбергский университет в Германии, Венский университет музыки и исполнительского искусства в Австрии, RSM Университета Эразма в Нидерландах, Университет Николая Коперника в Польше и Университет Бабеша — Бойяи в Румынии, и это лишь некоторые из них. Связи NTNU в Азиатско-Тихоокеанском регионе особенно обширны, включая десятки академических учреждений, представляющих Южную Корею, Японию, Сингапур, Таиланд, Вьетнам, Австралию и Новую Зеландию.

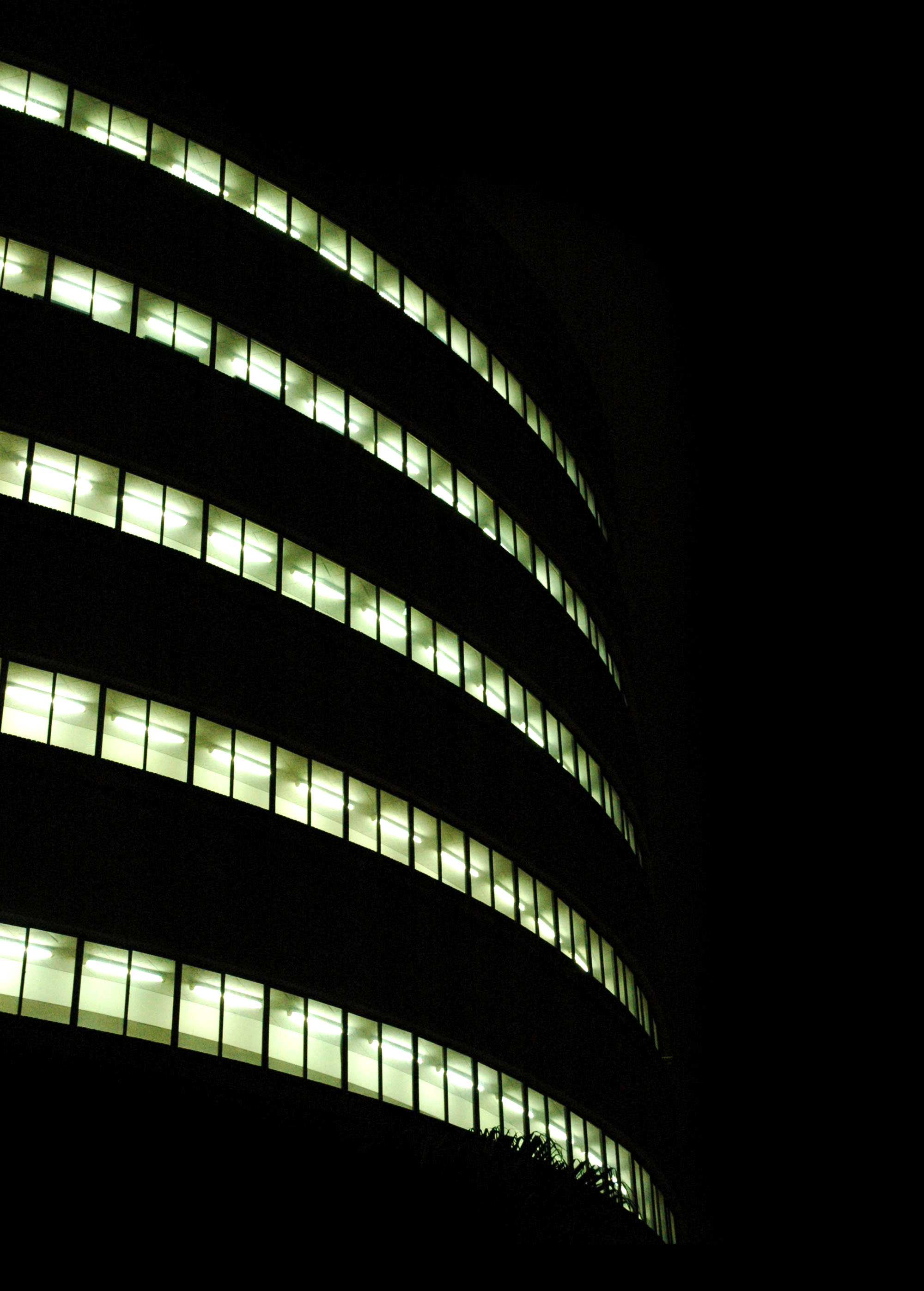
Главная библиотека NTNU (вид снаружи ночью)